# Sèxting

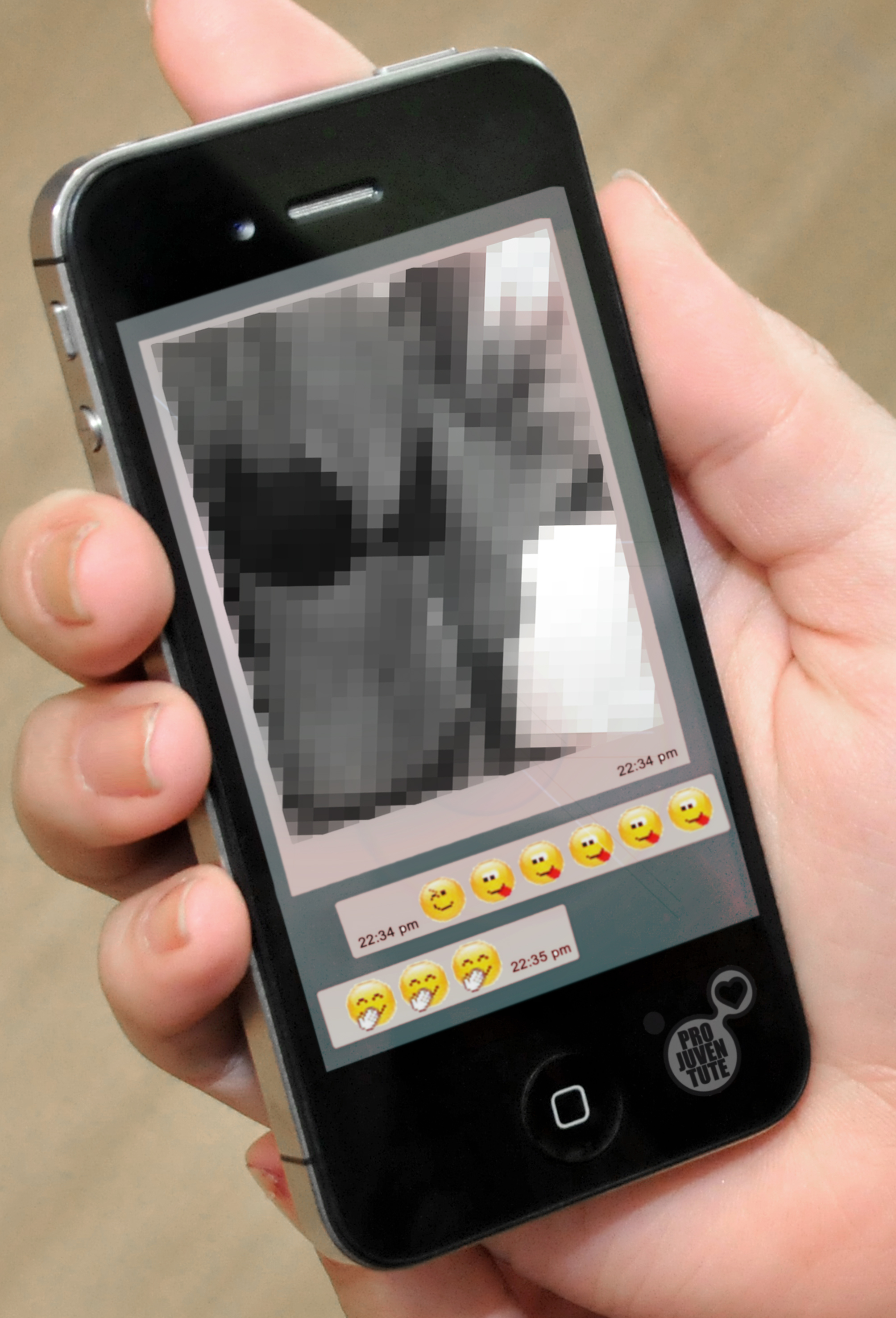

Sèxting és un anglicisme que es refereix a l'enviament de missatges sexuals, eròtics o pornogràfics, per mitjà de les tecnologies de la informació i la comunicació. Inicialment feia referència únicament a l'enviament de SMS de naturalesa sexual, però després va començar a al·ludir també a l'enviament de material pornogràfic (fotos i vídeos) a través de telèfons mòbils i ordinadors.
En dret penal el terme es fa servir, de vegades, per referir-se al delicte de difusió no autoritzada d'imatges íntimes d'un tercer.

## Context
La primera referència al sèxting data de 2005 del diari Padalustro i des de llavors s'ha constatat la seva existència en diversos llocs del món, amb més incidència inicial en els països anglosaxons: Austràlia, Nova Zelanda, els Estats Units d'Amèrica, i Regne Unit.
Una enquesta duta a terme el 2008 dins de la campanya nord-americana per a la prevenció de l'embaràs entre adolescents i CosmoGirl.com va revelar la ràpida extensió d'aquest i altres comportaments similars a Internet entre els adolescents. El 22% de les noies enquestades (i el 11% de les que tenien entre 13 i 16 anys) van afirmar haver enviat o publicat electrònicament fotos seves despullades o seminues. El 33% dels homes i el 25% de les noies van dir que havien rebut aquest tipus d'imatges privades. D'acord amb aquesta enquesta, els missatges sexuals eren més comuns que les imatges, i que un 39% dels nois els havia confiat a (o publicat a Internet) i el 50% els havien rebut. Tot i que la validesa estadística d'aquesta enquesta ha estat posada en dubte per haver partit d'una mostra autoseleccionada, altres enquestes recents confirmen xifres similars.
L'Aliança per la Seguretat a Internet (ASI) estima que, a Mèxic, el 8% dels joves d'ensenyament secundari van enviar imatges pròpies, nus o seminus, a coneguts o estranys a través d'un mòbil o d'un ordinador. L'empresa mexicana Mattica situa Mèxic en primer lloc d'enviaments de sèxting a Amèrica Llatina. El gener de 2009, una enquesta entre 1.200 adolescents mostrava que un de cada cinc havia enviat fotos seves amb nus explícits. En una altra enquesta duta a terme l'abril de 2009 amb 655 nois nord-americans, es va trobar que el 19% dels adolescents havien enviat, rebut o reenviat fotos amb nus o seminus sexualment suggestius, per mitjà de missatges de mòbil o mitjançant correu electrònic. El 60% d'ells els havien enviat a la seva parella sentimental, però el 11% van afirmar haver-los enviat a persones que ni tan sols coneixien. El 80% dels que practiquen sèxting, segons aquesta enquesta, son menors de 18 anys.
El Departament de Justícia del govern dels Estats Units d'Amèrica ha alertat sobre l'auge d'aquest fenomen que, segons reconeixen, està donant lloc a noves formes de delicte. Les raons més comuns per les que s'utilitza el sèxting son: romanç, recerca de parella, flirteig, popularitat, pressió per amistats, venjança, intimidació i xantatge segons dades del ConnectSafely.

## Aspectes psicològics i sociològics
Podria dir-se que el sèxting significa, ni més ni menys, exhibicionisme en línia. Va néixer de la conjunció de les paraules angleses sex i texting (sexe i enviament de missatges de text) per referir-se a una de les principals vies de difusió d'imatges, a través de mòbils, fent que aquestes circulin per internet.
Les tecnologies de la informació i la comunicació permeten la comunicació mitjançant imatges i vídeos, els quals són intrínsecament més explícits i tenen major impacte. El nou perill del sèxting és que aquest material pot ser difós de manera molt fàcil i àmplia, de manera que el remitent inicial perd totalment el control sobre la difusió d'aquests continguts.
Informes de l'Institut Federal d'Accés a la Informació i la Protecció de Dades (IFAI) a Mèxic afirmen que 1 de cada 5 menors d'edat cibernautes tenen contacte amb un pedòfil, ja que la informació que generen o visiten a Internet la consideren segura, sense considerar els riscos que pot generar les dades que proporcionen a persones desconegudes.
"El pedòfil pot convèncer en menys de 15 minuts a un adolescent per a despullar-se davant d'una càmera web per mitjà del xat", detalla Eduardo Zepeda Estrada, director de serveis on line d'Damage Control).

### Què pot portar a un adolescent a enviar una imatge d'alt contingut sexual de si mateix a la seva parella o a algú amb qui vol flirtejar usant l'internet o mòbil?
1) Creuen ingènuament que una imatge en un terminal mòbil està segura i no son capaços de projectar, d'imaginar, les variades formes en què aquesta imatge pot sortir del dispositiu. Un robatori, un error, una broma, la pèrdua de control o la voluntat del seu propietari.
2) Confien plenament en la discreció o l'amor professat pel destinatari de l'enviament. No tenen experiència vital suficient que els convidi a pensar que les coses, en la vida, canvien per molt diversos factors.
3) Senten certa pressió de grup que els porta a guanyar notorietat i acceptació en aquest context, el digital, tan important per a ells. Aquest factor, afegit a la plenitud hormonal, pot generar combinacions poc recomanables.

### Conseqüències: Els riscos de l'exposició

#### Amenaces
A partir del moment en què enviem una foto o vídeo de contingut sexual per internet en perdem el control ja que el receptor de la imatge pot difondre-la al seu gust. També hi ha formes involuntàries de que la nostra imatge es difongui arreu. Generalment no ens adonem que una imatge no només es pot difondre quan l'enviem a algú i aquest la reenvia, sinó que també es poden produir robatoris, pèrdua del terminal mòbil o que un tercer accedeixi a les fotos sense consentiment.
"Les fotografies o vídeos poden entrar al circuit de la pornografia sense adonar-nos". Aquestes poden ser fàcilment pujades a la web a través de les xarxes socials.
Això pot donar lloc a insults, publicació dels continguts a internet, tancament de comptes en xarxes socials, extorsió sexual, conseqüències legals, entre d'altres.
Els experts expliquen que, en enviar continguts mitjançant internet, aquests realment mai desapareixen en la seva totalitat ja que queden xifrats els continguts multimèdia a internet. S'ha assenyalat que el sèxting és causant de certes conseqüències imprevisibles i greus. S'ha relacionat amb situacions tan compromeses, després d'haver estat publicades com a venjança o després de la difusió inconsentida a tercers, que han conduït al suïcidi del remitent original. Així mateix, ha estat assenyalada com una activitat que pot exposar als menors d'edat al grooming.

## Aspectes legals
Depenent de l'entorn jurídic de cada país, el sèxting pot derivar en problemes legals (fins i tot penals) de diversos tipus, inclosos els següents:
- Producció, possessió i / o distribució de pornografia infantil
- Corrupció de menors
- Vulneració del dret a l'honor i a la pròpia imatge
- Difusió il·lícita de dades personals (la imatge és considerada una dada personal)
- Assetjament físic
- Assetjament escolar
- Extorsió sexual
- Tractes degradants
- Delicte de difusió no autoritzada d'imatges íntimes

## Regulació del delicte de sèxting

### Espanya
Actualment, s'utilitza el terme sèxting en referència a la conducta de difusió no autoritzada de continguts íntims de terceres persones que és regulat a l'article 197.7 del Codi Penal espanyol, introduït per la Llei orgànica 1/2015, de 30 de març.
Els motius que van dur a la incriminació l'any 2015 de la conducta s'han relacionat amb el famós cas de la regidora Olvido Hormigos. S'entén que el consentiment de la víctima en l'obtenció de les imatges de contingut sexual o íntim o fins i tot l'entrega voluntària del material íntim a un tercer, no estén el consentiment a la seva posterior difusió per aquest tercer, fet que atempta contra el dret a la intimitat, sobretot amb l'adveniment de les noves tecnologies que permeten la difusió universal de continguts i la pèrdua de control sobre ells a través d'internet i les xarxes socials.
Llavors aquesta reforma, sent l'última i una de les més rellevants de tot el Codi Penal espanyol, va representar un canvi substancial per a poder adaptar-se als nostres temps. El que pretenia el legislador era donar una resposta a comportaments que eren socialment reprotxables, i, a més, mereixedors d'un retret penal que no eren considerats, o almenys, no amb la gravetat o diligències degudes.
La Sala penal del Tribunal Suprem d'Espanya ha analitzat per primera vegada el delicte de l'article 197.7 del Codi Penal espanyol que es vincula a les conductes de sèxting en la seva Sentència 70/2020 de 24 de febrer redactada pel magistrat Manuel Marchena Gómez. Però com es veurà més endavant, amb la reforma de la Llei orgànica 10/2022 la conducta típica és ampliada.
Tot i que alguna doctrina havia proposat que la responsabilitat penal s'estenia a qualsevol difusió del contingut íntim, més enllà fins i tot de la persona que hagués obtingut, en primer lloc el material, la mencionada Sentència del Tribunal Suprem d'Espanya opta per restringir l'aplicació del delicte i excloure de responsabilitat penal en les redifusions d'informació, com podria succeir amb aquelles persones que retuiten o reenvien el contingut íntim difós inicialment per l'autor del delicte, ja que es diu que la difusió encadenada d'imatges obtingudes a partir de la incontrolada propagació en xarxes telemàtiques, duta a terme per tercers situats fora de la relació de confiança que justifica l'entrega, queda extramurs del dret penal.
Sèxting i sextorsió (altrament dita extorsió sexual) sovint es confonen. Mentre el terme sèxting fa referència al fenomen de l'enviament de missatges sexuals i s'utilitza amb relació al delicte de difusió no autoritzada de continguts íntims de l'article 197.7 del Codi Penal espanyol, l'extorsió sexual es relaciona amb les conductes d'anunci de la futura difusió del material audiovisual íntim o de contingut sexual de la víctima a fi de compel·lir-la a què realitzi determinada conducta en benefici de l'autor o li entregui determinada quantitat de diners. La casuística de la sextorsió es vincula més sovint amb mòbils de tipus emocional o de violència masclista que no pas amb mòbils econòmics o d'enriquiment injust.
Precisament a causa de la relació de la conducta sancionada amb el fenomen de la violència masclista el legislador ha configurat, entre el catàleg de conductes mereixedores d'una pena agreujada, el supòsit en què existeixi una determinada relació sentimental entre l'autor i la víctima (que l'autor sigui el cònjuge o parella sentimental actual o passada de la víctima).
Ampliació de la conducta punible per part de la Llei Orgànica 10/2022, de 6 de setembre, de garantia integral de la llibertat sexual
És determinant esmentar la Llei orgànica 10/2022, de 6 de setembre, com una llei que ha impulsat a través de la seva reforma legislativa, de noves i millorades prevencions en les violències sexuals per tal de garantir els drets i necessitats de les victimes. Tot això a través de la creació de nous com de reformats articles per la Llei Orgànica 10/2022, del 6 de septembre. Entre ells, es troba una ampliació al nucli de la conducta punible de l'art. 197.7 CP, amb la inclusió d'un segon paràgraf.
La reforma inclou llavors, en una versió de tipus atenuat, com a delicte lleu a les persones que rebin enregistraments audiovisuals o imatges d'altres persones que les va obtenir amb el consentiment de la persona, i continuïn amb la cadena de difusió, les cedeixin o les reenvien sense l'anuència de la persona.
Cal entendre el delicte lleu com un fet il·lícit que per una/s característica/s no revesteix de la gravetat necessària per a constituir-se com a delicte menys greu o greu. A més, aquesta serà lleu quan es trobi castigat per una pena lleu (art. 33.4 CP).
Andorra la Vella
Quant a la regulació del Codi Penal d’Andorra la vella, no hi ha cap article anomenat "sèxting" dins de la Llei 9/2005, del 21 de febrer, qualificada del Codi Penal d'Andorra. A més a més, si consultem els mitjans de comunicació nacionals i locals, sembla ser una conducta no gaire rellevant per la societat doncs s'evidencia un escàs en el tractament d'aquest delicte. Encara que, Unicef Andorra va publicar una enquesta sobre l'impacte de les tecnologies als adolescents amb una mostra de 2.161 joves d'entre 10 i 18 anys han respost l'enquesta, des del grup de sociologia, prenent en consideració la conducta del sèxting. Algunes de les dades extretes són les següents: 1) un 7,9% dels participants asseguren haver estat víctima de xantatges amb l'amenaça de fer públiques imatges íntimes; 2) un 14% pensa que pot haver estat víctima de ciberassetjament en algun moment de la seva vida.
Cal esmentar que, encara a no estar tipificat el delicte de "sèxting" a la Llei 9/2005, del 21 de febrer, qualificada del Codi Penal, si que en trobem dos articles que s'assimilen.
- El primer, l'article 157 ter (ús de mitjans de comunicació social, Internet o altres tecnologies de la informació i la comunicació) en el "Títol VI. Delictes contra la llibertat. Capítol quart. Delictes relatius a la pornografia i les conductes de provocació sexual" que estableix: "1. El qui promogui, publiciti, exhibeixi, difongui o vengui a tercers imatges o gravacions audiovisuals o qualsevol altre material de contingut íntim a través de mitjans de comunicació social, Internet o altres tecnologies de la informació i la comunicació sense l’autorització de la persona afectada [...]".
- I, l'article 188 (delicte de revelació) en el "Títol X. Delictes contra la intimitat i la inviolabilitat de domicili Capítol primer. Descobriment i revelació de secrets", que estableix com a conducta típica: "[…] amb coneixement d’un origen il·lícit i sense haver pres part en les conductes descrites als articles 182, 183 i 184, reveli a tercers les dades o els fets descoberts, les imatges captades, o les dades personals".

### Estats Units
El 2009, alguns estats nord-americans van començar a fer modificacions legals per evitar que qualsevol adolescent implicat / a en casos d'sexteo fos acusat / a de produir o distribuir pornografia infantil o fins i tot per legalitzar l'enviament consentit d'aquest tipus d'imatges entre majors de 13 anys .
A Mèxic, no s'han realitzat estudis profunds sobre aquest tema com en altres països. No obstant això, les xifres obtingudes per la policia cibernètica de la Procuradoria General de Justícia del Districte Federal, va llançar que el 75 per cent de les imatges de tipus sexteo corresponen a mujeres.23 La Cambra de Diputats d'aquest país va aprovar, amb l'obtenció de 440 vots, les reformes proposades pels diputats Ricardo Mejía Berdeja i Ricardo Monreal Àvila, per protegir nens i adolescents de les diverses modalitats de violència física, violència psicològica o violència emocional, incloses les que es difonen en els mitjans electrònics, conegudes amb els noms de ciberassetjament i sexteo, sorgides arran de l'ús de la telefonia cel·lular i l'Internet. Es van fer modificacions a l'article 32, amb l'addició de l'incís d) a la Llei per a la Protecció dels Drets de Nenes, Nens i Adolescents, per tal que s'impulsi l'ensenyament i el respecte dels drets humans, especialment la no discriminació i la convivència sense violència.

## Casos Reals
El 2007, 32 adolescents de Victòria, Austràlia, van ser denunciats a causa d'activitats de sexting. El gener del 2009 es van imputar càrrecs de pornografia infantil a sis adolescents en Greensburg, Pennsylvania, després que tres noies van enviar fotos sexuals a tres companys de la seva escola. A Florida, un noi de 19 anys romandrà inscrit en el registre de delinqüents sexuals de l'estat fins que tingui 43 anys, per haver reenviat una foto de la seva exnòvia despullada a diverses desenes de persones.

### El cas d'Emma Jones
Tenia 24 anys, era anglesa i treballava en una escola primària d'Abu Dhabi. Després d'acabar una relació sentimental, la seva exparella va publicar al seu Facebook fotos en què Emma apareixia nua. Segons la mare de la jove, aquesta es va suïcidar després que els seus companys de treball la comencessin a qualificar de prostituta. A més tenia por que la detinguessin.

### El cas d'Olvido Hormigos
L'any 2012 l'exparella sentimental d'Olvido Hormigos, que aleshores era regidora del Partit Socialista Obrer Espanyol a Los Yébenes, Toledo, va difondre un vídeo de contingut sexual que la regidora li havia enviat prèviament. Els fets van ser denunciats a la jurisdicció penal que va acabar arxivant la investigació ja que en aquell moment no existia cap delicte que sancionés la conducta de difusió de continguts íntims d'altri excepte pel cas que haguessin estat obtinguts de forma il·lícita i no consentida. Aquest cas és considerat, per la gran difusió que va tenir i polèmica que va generar, com el motiu pel qual es va modificar el Codi Penal espanyol per sancionar el delicte de sèxting.

### El cas de Verónica
L'any 2019 una treballadora d'una fàbrica d'Iveco a Alcalá de Henares, Madrid, va suïcidar-se després que un vídeo de contingut sexual gravat 5 anys abans circulés entre els seus companys de feina i acabés en mans del seu actual marit. S'estima que la gravació va arribar a mans de prop dels 2.500 treballadors de l'empresa.